# Chabeřice
Chabeřice település Csehországban, a Kutná Hora-i járásban. Chabeřice Soutice, Trhový Štěpánov, Kácov, Zruč nad Sázavou és Řendějov településekkel határos. Lakosainak száma 278 fő (2024. január 1.).

## Népesség
A település lakosságának változását az alábbi diagram mutatja:
| Lakosok száma | 681  | 707  | 595  | 445  | 334  | 263  | 240  | 249  | 265  | 278  |
|               | 1869 | 1890 | 1921 | 1950 | 1980 | 2001 | 2017 | 2019 | 2022 | 2024 |